# Ghitta Carell
Ghitta Carell (Szatmár, 1899-Haifa, 1972) fue una fotógrafa húngara conocida por su trabajo durante la Italia fascista.

## Biografía
Nacida en 1899 en el condado húngaro de Szatmár –en aquel entonces parte del Imperio austrohúngaro–, fue una notable fotógrafa activa en Italia a lo largo del periodo de entreguerras, tomando instantáneas de la alta sociedad y clase dirigente del país durante el régimen fascista de Mussolini. Carell, que afirmaba de sí misma «no ser tanto una fotógrafa como una pintora de almas», además de a miembros de la familia real italiana, retrató a personajes como Edda Mussolini –luego Ciano–, y a su padre, el propio Mussolini, con una serie de inusuales fotografías del dictador en vestimenta civil. Tras el fin de la Segunda Guerra Mundial continuó su trabajo como fotógrafa, en Roma. Falleció en 1972 en Haifa.